# Armando Cooper
Pour les articles homonymes, voir Cooper.
Armando Cooper est un footballeur international panaméen né le 26 novembre 1987 à Colón. Il joue au poste de milieu de terrain au Deportivo Árabe Unido.

## Biographie

### Carrière en sélection
Il participe avec l'équipe du Panama des moins de vingt ans à la Coupe du monde des moins de 20 ans 2007 organisée au Canada.
Il reçoit sa première sélection en équipe du Panama lors de l'année 2006. 
Il figure dans le groupe des sélectionnés lors des Gold Cup de 2011 et de 2015. Le Panama atteint les demi-finales de cette compétition en 2011 puis à nouveau en 2015.
Il fait partie de la liste des vingt-trois joueurs panaméens sélectionnés pour disputer la Coupe du monde de 2018 en Russie, la première de l'histoire du Panama. Il participe à deux matchs de poules en tant que titulaire : l'un face à la Belgique (défaite 3-0) et l'autre face à l'Angleterre (défaite 6-1).

## Palmarès
- Deportivo Árabe Unido
  - Champion du Panama en 2008 (Clôture), 2009 II (Ouverture) et 2011 (Clôture).
- Toronto FC
  - Vainqueur de la Coupe MLS en 2017
  - Finaliste de la Coupe MLS en 2016